# ホストメリの戦い
ホストメリの戦い（ホストメリのたたかい、英語: battle of Hostomel）は、2022年ロシアのウクライナ侵攻の際にホストメリ町の支配権をめぐってロシア軍とウクライナ軍の間で戦われた戦いである。キーウ攻勢の一環として、ロシア軍はウクライナの首都キーウを西から取り囲んで包囲するためにホストメリ、ブチャ、イルピンの支配権を得ようとした。キーウ攻勢の激しさから、キーウ州政府はホストメリをブチャ、イルピン、幹線道路M06、ヴィーシュホロドと並びキーウ州で最も危険な場所として挙げた。

## 序幕

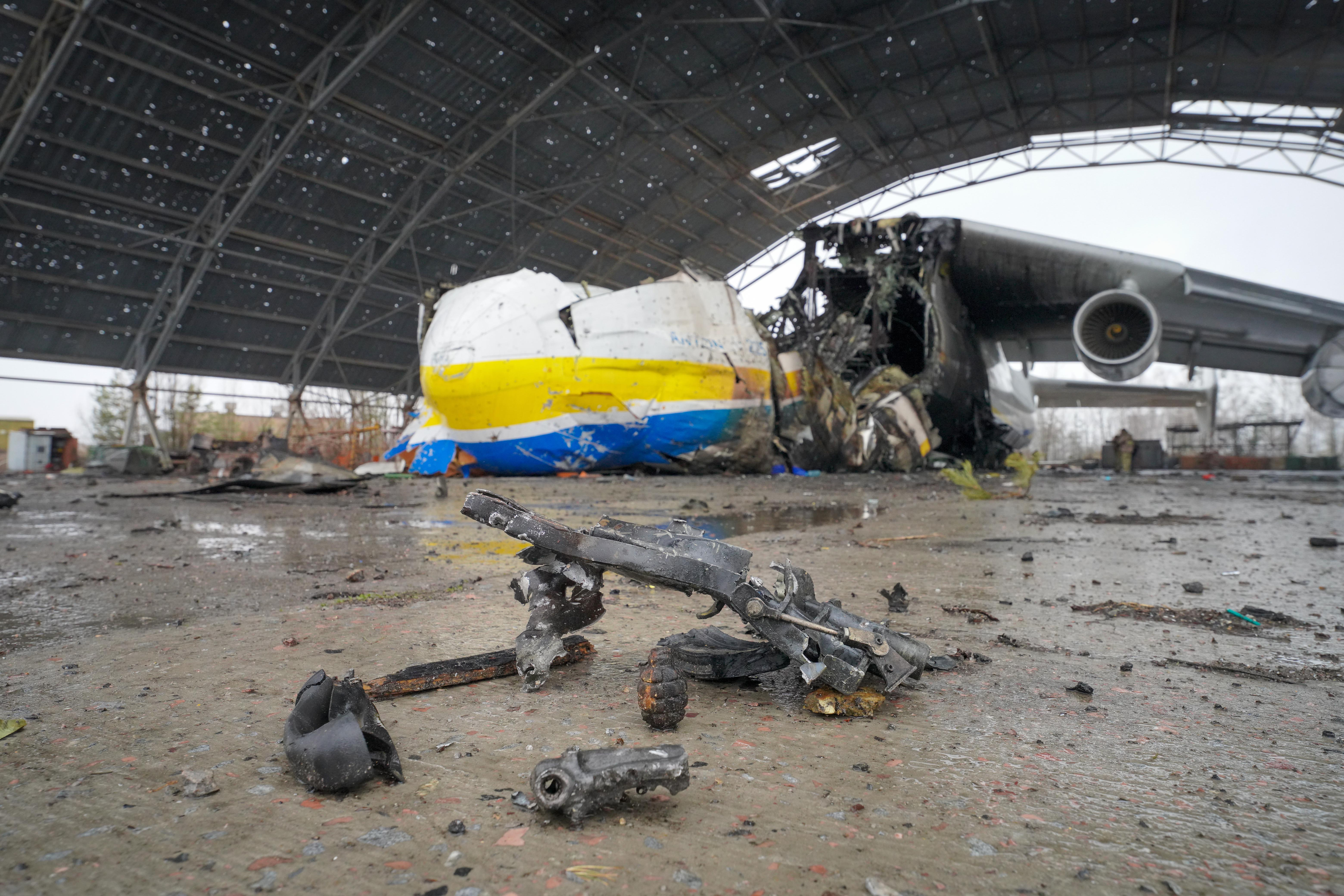
アントノフ An-225の残骸

2022年2月24日、ロシア空挺軍がヘリコプターで奇襲し、アントノフ国際空港（ホストメリ空港）の支配権を求めてウクライナ軍と戦い空港を完全に占拠した。その後ウクライナ軍は一度はロシア空挺軍を空港から追い払ったが、間もなくロシアの増援部隊に攻撃された。25日、ロシア軍はホストメリ空港をウクライナ側から再度奪取した。結果として、ロシア軍がホストメリに橋頭堡を確立し進撃を強行し始める中、戦闘は空港からその近隣にあるこの町に移った。

## 戦い

### 2022年2月25日 - 28日

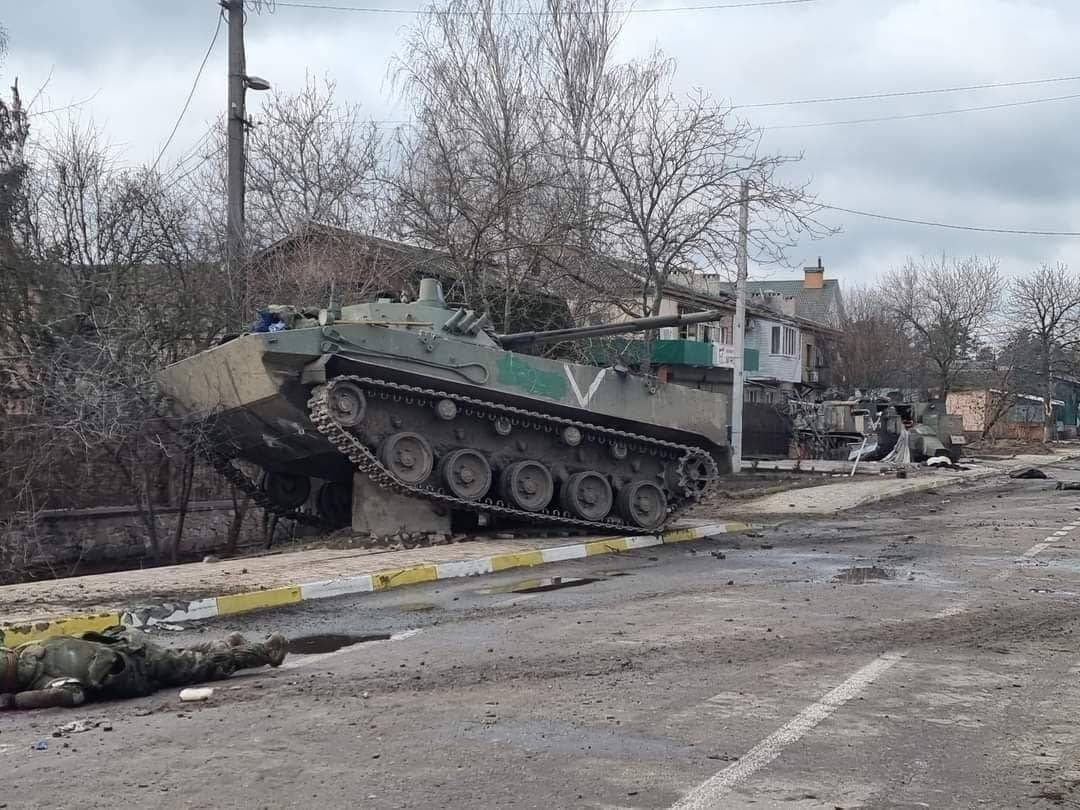
コンクリート製の柱に乗り上げたロシアのBMD-4

空港での戦いに続いて、ウクライナ・ロシア両軍はホストメリ町内および周辺で交戦し始めた。ソーシャルメディアに投稿された動画は、町の周辺部で炎上するロシアの戦車の車列と、住宅街の上空でロシア側の陣地に向けてロケット弾を発射するウクライナのミル Mi-24を映し出した。カディロフツィはウクライナのウォロディミル・ゼレンスキー大統領を暗殺する準備として町の周辺部または空港内に移動したと報じられた。ウクライナ保安庁は、このカディロフツィの車隊は250両以上の装備と1500人以上の「チェチェン共和国の最良の戦士たち」で構成されていると報告した。ウクライナの情報機関は、これらの報告を侵攻に反対するロシア連邦保安庁の分子から受け取ったと述べた。
2月26日、これに先立つ情報機関の報告に基づいて、ウクライナ軍はゼレンスキー大統領を暗殺する任務を帯びたチェチェン人の打撃部隊を迎撃し、撃破した。その他、ウクライナのUAVはホストメリ近郊でチェチェン人戦士たちが集結していた2つの場所を特定した。ウクライナ国家親衛隊およびアルファ部隊がのちにこれらの場所を攻撃し、準備中であったロシアの装甲車両の車列を破壊した。ウクライナ当局者によれば、チェチェン人大将でロシア国家親衛隊第141自動車化連隊長であるマゴメド・トゥシャエフが、この攻撃で死亡した報じられた。ウクライナ軍は、これらの攻撃の結果カディロフツィが重い損害を被ったと報告した。

### 2022年3月1日 - 5日

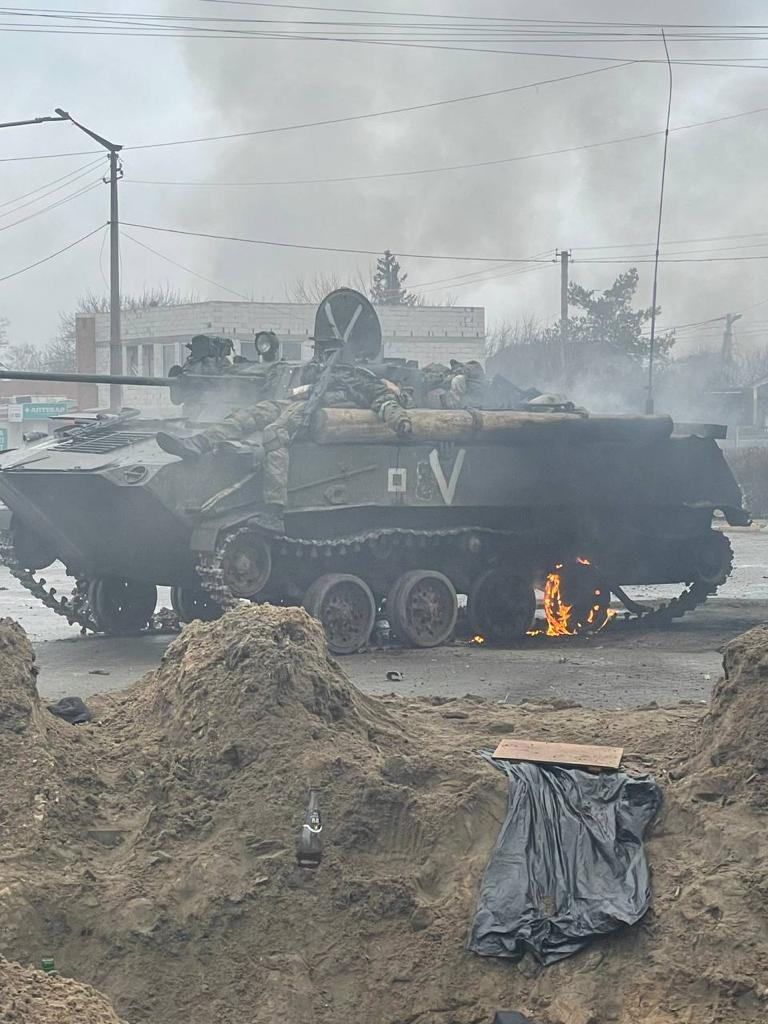
擱座したBMD-2の上に横たわるロシア兵の死体

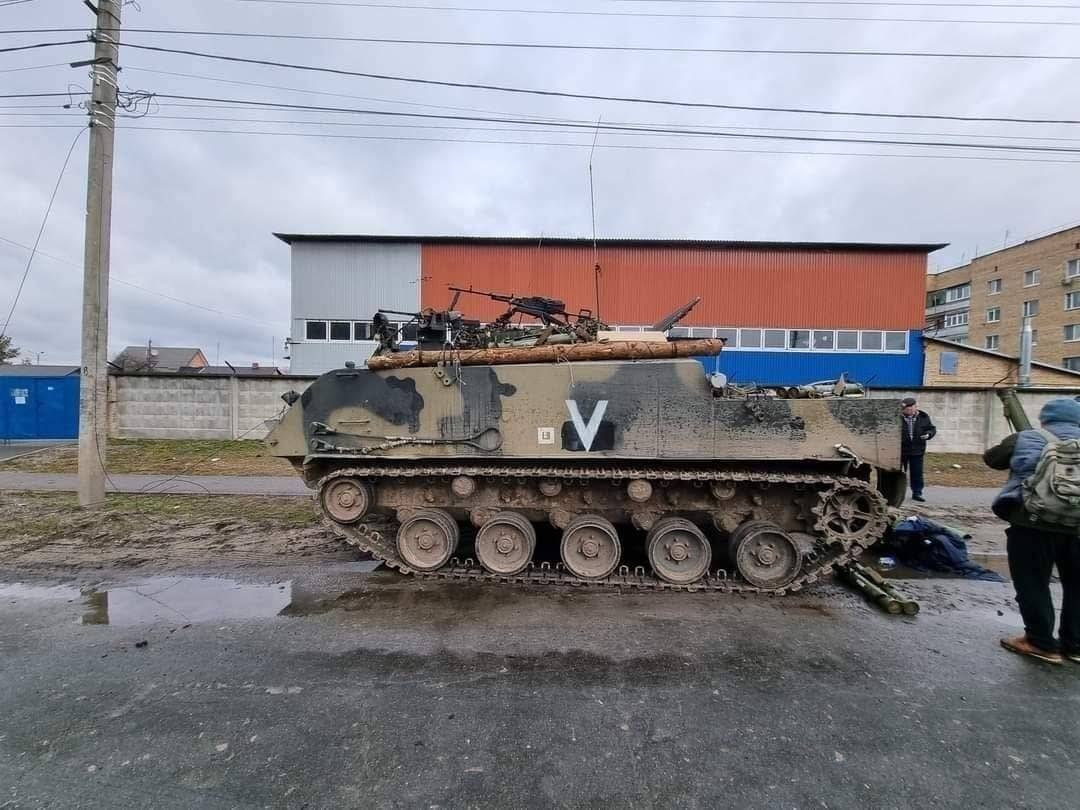
損傷したロシアのBTR-MD

ホストメリの住民らは、ロシア軍による絶え間ない砲撃と空襲により、水、食料、電源、医薬品が失われたと報告した。絶え間ない砲爆撃はまた、住民たちが人道支援を受け取ること、町から避難すること、および通りから死体を取り除くことすらも妨げた。ロシア兵がホストメリに向かって進軍を続ける中、カディロフツィはホストメリ空港の近くで活動し、住民から略奪をしていると報告された。目撃者らは、ロシア兵が救急車に向かって銃撃していると報じた。
2022年3月3日、ウクライナ軍はホストメリ町内の市街戦でロシア軍と交戦した。ウクライナ国防省情報総局 (GUR MO) は、彼らの指揮下にある特殊部隊と現地のレジスタンスがホストメリでロシアの歩兵戦闘車（おそらくBMD-3および/またはBMD-4）20両を撃破したと報じた。これらのBMDのうち10両はこの町のガラス工場付近で18時30分に撃破された。ロシア軍部隊は最終的に町から排除された。ソーシャルメディアに投稿された1本の動画は、この市街戦の結果を描写し、破壊され放棄されたロシアの車両やロシア兵の死体が道路に転がっている様子を映した。ウクライナ人狙撃手がホストメリ町内またはホストメリ空港でアンドレイ・スホベツキー少将を殺害した。彼は第41諸兵科連合軍の副司令官であった。
4日、ウクライナ軍は街で再度ロシア軍と交戦し、BMD1両を破壊し、BM-21のロケット弾でロシア部隊を砲撃したという。ホストメリの別の場所では、ウクライナ兵がカディロフツィの一隊を破り、彼らの武器、装備品、装甲車を鹵獲した。ウクライナ部隊はのちにロシア軍からホストメリの支配権を奪還したと報告した。ウクライナの情報機関はロシアの第31独立親衛空中強襲旅団がホストメリでの戦いにより少なくとも50人戦死の被害を受けたと報告した。GUR MOの下の特殊部隊、第3特殊任務連隊および地元住民のレジスタンス戦闘員がこの戦いに参加したと報告された。ロシアの武器、装備品、そして参謀・個人文書がウクライナ軍によって押収され、使用可能な武器はすべて地元民のレジスタンスに再分配された。GUR MOは、死亡したロシア兵らはいかなる身分証明書も所持していなかったと報告した; 予防接種証明書と空白の医療手帳のみであった。しかし同日、ウクライナ軍はヴァレリー・チビネエフ少佐がホストメリ空港付近で戦死したと報告した。第31親衛空中強襲旅団とされるロシア部隊がのちにホストメリに復帰して団地を占領し、40人またはそれ以上の住民を人質に取った。
ルスラーン・ヴィニチェンコという名のジャーナリストが、このアパートメントの地下室でのロシア軍による6日間の人質生活を詳述した。彼によれば、ロシア兵らは彼を含めて60人の人々を地下室に集め、付近の団地では90人に同様の行為をしていた。携帯電話を没収して破壊し、彼らのアパートの部屋を略奪し、ロシア軍がキーウやオデーサを占領したなどと戦況についての誤情報を広めた。住民たちが地下室を離れることを許されたのは、喫煙か水を取りに行くときのみであった。ヴィニチェンコは、彼の脱走の日である3月10日、ロシア兵が自分たちは住民をベラルーシに移すために集めていると告げたと語った。彼は他の住民に一緒に脱走するよう説得を試みたが、彼らは移動するにはあまりに憔悴していた。ヴィニチェンコは恋人の腕を取り、通りかかった車の運転手に乗せられて町を脱出した。3人のロシア兵が彼らがしていることを目撃したが、彼らを止めようとはしなかった。
3月5日、ロシア軍はホストメリを占領し、民間人が町から避難できないようにした。

## ウクライナの反撃
3月7日、複数人のボランティアとともに、ホストメリ町長ユーリイ・プリリプコが住民に食料・医薬品を配給中にロシア軍によって殺害された。彼の遺体にはロシア軍によってブービートラップが仕掛けられていたという。地元の司祭が彼の遺体を回収しに来たとき、同情した1人のロシア兵がこの司祭が近寄るのを止め、トラップを解除し、町長の遺体を移動させるために手押し車に乗せるのを手伝った。プリリプコは地元の教会の近くに葬儀付きで埋葬された。いずれかの時点で、ウクライナ軍はホストメリの一部を奪還した。ロシア軍は攻勢の準備のため2個大隊戦術群を派遣することで応えた。
8日、ウクライナ軍はホストメリにおいてロシアの夜襲を撃退した。ウクライナ軍がホストメリの住民のために大規模な避難作戦と人道支援の供給を準備していると発表された。翌日、ウクライナ軍部隊はホストメリを含むキーウ州全土で大規模な避難作戦を実行した。キーウ州で最大2万人の民間人が避難した。この避難は翌日まで続いた。
11日、住民らはロシア軍がホストメリの大部分を支配し、民間人が町から避難したり、人道支援を受け取ることが極端に難しくなっていると報告した。ロシアの補給品がヘリコプターで届けられる中、ロシア軍の装備は町の中心部と居住区に移された。目撃者たちはまた、カディロフツィがホストメリ周辺を歩き回り、民間人を些細な理由で処刑していると報告した。それでも、バスは12日に町から成功裏に避難することができた。
13日、ウクライナ軍は舟橋を用いてホストメリ近郊の川を渡ろうとしていたロシア軍を攻撃した。橋と複数のロシア車両が破壊された。
14日、チェチェン共和国首長ラムザン・カディロフはホストメリに入ったと主張した。この主張は発表時点では確認不可能であったが、この発表がロシア国営メディアで放送されたことから疑念をもって迎えられた。大統領顧問オレクシイ・アレストビッチもまた、カディロフはこの発表の前日にグロズヌイで目撃されているという情報に基づき、カディロフの主張に疑問を呈した。この日、ホストメリにおいて2つの民間人避難作戦が実施された。バス10両からなる第1の車列は、母親、子ども、高齢者、障害者を成功裏にホストメリの外へ避難させた。2つ目のバス4両の車列はロシアの迫撃砲によって砲撃された。この攻撃で、女性1人が死亡、男性2人が負傷した。
16日、ウクライナ軍はホストメリを含めキーウ近郊でロシア軍に対し反転攻勢を開始した。キーウ州警察長官アンドリー・ネビトフによれば、ウクライナ軍は砲撃を行った後、ロシア軍陣地を突破することができた。彼はさらに、この反撃がキーウを直接攻撃するというロシア軍の計画を粉砕したと主張した。

## ロシア軍の退却
4月1日、キーウ州軍政府長官オレクサンドル・パヴリュクは、ロシア軍がホストメリを離れたと主張した。2日、ホストメリが位置するキーウ州全土が、ロシア軍部隊がこの地域を離れたことでロシア軍から解放されたと、ウクライナ国防省によって宣言された。